# Physetostege rufata
Physetostege rufata là một loài bướm đêm trong họ Geometridae.